# The Witness (jeu vidéo, 1983)
Pour les articles homonymes, voir The Witness.
The Witness est un jeu vidéo de fiction interactive conçu par Stu Galley et publié par Infocom à partir de 1983 sur Amiga, Amstrad CPC, Amstrad PCW, Apple II, Atari ST, Commodore 64, MS-DOS, TRS-80 et TI-99/4A, Apple Macintosh. Le jeu reprend de nombreux éléments de gameplay de son prédécesseur Deadline, publié en 1982, le joueur disposant de seulement douze heures pour résoudre un crime. Un nouveau jeu basé sur les mêmes concepts, baptisé  Suspect, est publié par Infocom en 1984. Le jeu s'est vendu à plus de 80 000 exemplaires entre 1983 et 1988.